# Metropolis (Peter Cincotti)
Metropolis è il quarto album in studio del cantautore statunitense Peter Cincotti, pubblicato nel 2012.

## Tracce
1. Metropolis – 4:25
2. My Religion – 3:48
3. Do or Die – 3:48
4. Take a Good Look – 4:16
5. Nothing's Enough – 3:44
6. Magnetic – 4:07
7. Graffiti Wall – 3:40
8. Fit You Better – 3:21
9. Madeline – 4:01
10. World Gone Crazy – 3:23
11. Forever and Always – 4:12
12. Before I Go – 3:35